# ووروبیوو (سرزمین آلتای)
ووروبیوو (به لاتین: Vorobyovo) یک منطقهٔ مسکونی در روسیه است که در سرزمین آلتای واقع شده‌است.